# Questionário de autorrelato
Um questionário de auto-relato é um tipo de teste psicológico no qual o paciente preenche uma pesquisa ou questionário com ou sem o auxílio de um profissional de saúde mental. Questionários ou inventários geralmente apresentam questões sobre sintomas, comportamentos e traços de personalidade associados a um ou vários transtornos mentais ou tipos de personalidade, de forma a facilmente obter conhecimento sobre quadro mental ou personalidade de um dado indivíduo. A maioria dos questionários de auto-relato podem ser respondidos de 5 a 15 minutos, embora alguns, como o MMPI, possam levar até três horas para serem completados.

## Problemas dos questionários de auto-relato
O grande problema deste tipo de inventário é que pacientes podem exagerar seus sintomas, para que sua situação pareça pior do que é na realidade; ou pacientes podem não exprimir completamente a severidade de seus sintomas, minimizando seus problemas. Por esta razão, questionários de auto-relato devem apenas ser utilizados para medir alterações e severidade dos sintomas e nunca devem ser utilizados como única ferramenta de diagnóstico de um transtorno mental. O discernimento clínico é sempre recomendado para todos os questionários de auto-relato.
Muitos testes de personalidade, como o MMPI ou o MBTI são desenhados para tornar difícil o exagero de traços e sintomas pelos pacientes. Entretanto, estes testes sofrem dos problemas inerentes associados à teorias e testagem da personalidade, nos quais personalidade é um conceito fluido, que pode ser difícil de definir. A maioria dos inventários de personalidade são baseados em uma ou outra teoria de personalidade.

## Questionários populares de auto-relato
- 16 PF
- Escala de Ansiedade de Beck
- Escala de Depressão de Beck
- Beck Hopelessness Scale
- California Psychological Inventory
- Geriatric Depression Scale
- Hirschfeld Mood Disorder Questionnaire
- Kuder Occupational Interest Survey
- Major Depression Inventory
- Minnesota Multiphasic Personality Inventory
- Myers-Briggs Type Indicator